# Agnès Sorel
Agnès Sorel (1422 – Le Mesnil-sous-Jumièges, 9 de fevereiro de 1450) foi amante do rei Carlos VII de França e ficou conhecida como “Dame de Beauté” (“dama da beleza” em francês), por sua notável aparência.

## Juventude
O seu lugar de nascença divide historiadores. É normalmente aceite que nasceu em Fromenteau na região de Touraine, enquanto outros apontam para a Picardia, em Coudun, perto de Compiègne, onde moravam o seu pai, Jean Soreau ou Jean Sorel, senhor de Coudun e de Saint-Gérand, e a sua mãe, Catherine de Maignelais, châtelaine de Verneuil-en-Bourbonnais. Agnès Sorel tinha quatro irmãos: Charles Sorel, André Sorel, Jean Sorel e Louis Sorel. Membros da sua família incluem Geoffroy Sorel, um bispo, e Jean de Maignelais, capitão de Creil. Não se sabe ao certo se o seu apelido é devido ao facto do seu pai ser Soreau, ou se ela tinha sido casada com Regnaut de Sorel, como diz Le Vasseur.
Foi na Picardia que ela recebeu uma educação esmerada. Foi preparada para ser uma aia de Isabel da Lorena, rainha consorte de Nápoles, mulher de Renato I de Nápoles. Este cargo não era adequado às suas ambições materiais: Agnès Sorel recebia dez libras por ano. Este trabalho tinha-lhe sido destinado desde que nascera e por causa de recomendações.

## Na corte
A sua juventude e beleza fizeram-na se notada pelo rei de França, Carlos VII, o pequeno rei de Bourges, o delfim sem beleza, pouco inteligente e sem fortuna, filho de Carlos VI de França e de Isabel da Baviera.
Foi Pierre de Brézé quem apresentou a Carlos VII aquela que seria mais tarde considerada a mulher mais bela do reino. Em pouco tempo, em 1444, Agnès Sorel passou de dama de honra de Isabel de Lorena, a primeira dama oficiosa do reino de França. Oficialmente, era a senhorita da casa da rainha Maria de Anjou.
Ela tinha o estatuto de favorita oficial, o que era uma novidade, pois os reis de França tinham tido sempre amantes, mas estas deveriam ser discretas. Carlos VII teve outras amantes, mas nenhuma com a importância de Agnès Sorel. A sua arte de viver e as suas extravagâncias roubaram a atenção que devia ser dada à rainha. Os véus e outras peças de vestuário foram abandonados, e ela inventou os decotes de ombros nus desaprovados pelos crônicos da época, e os seus penteados eram decorados com pirâmides. Os seus vestidos eram bordados com pêlos preciosos como marta ou zibelina, e em  1444, o rei ofereceu-lhe mil e seiscentos écus juntamente com o primeiro diamante cortado que se conhece.
Para obter estas preciosidades, ela torna-se na melhor cliente de Jacques Cœur, mercador internacional e grande banqueiro do rei, que guardava tesouros no seu palácio de Bourges. Ela usava grandes quantidades de tecidos caros, sendo imitada pelas outras mulheres da corte.
Agnès Sorel era também uma mulher intrigante e hábil. Impôs os seus amigos ao rei e ficou a ser favorecida pelos conselheiros da Coroa, que viam nela um meio de assegurar a benevolência real. É graças a estas manobras que o rei, no espaço de uns meses, lhe concede os feudos de Beauté-sur-Marne (de onde vem o seu título "Dama de Beauté", que também significa "Senhora de Beleza"), Vernon, Issoudun, Roquecezière e oferece-lhe o domínio de Loches.
O delfim, o futuro Luís XI, não apoiava a relação entre Agnès e o seu pai. Acredita que a sua mãe era ridicularizada e que tem cada vez mais problemas em aceitá-la. Um dia, deixa a raiva consumi-lo e persegue, com a espada na mão, Agnès por toda a casa real. Para lhe escapar, ela refugia-se na cama do rei. Carlos VII, enraivecido por tanta impertinência, caça o seu filho e manda-o embora para governar o Delfinado.

## Vida com o rei

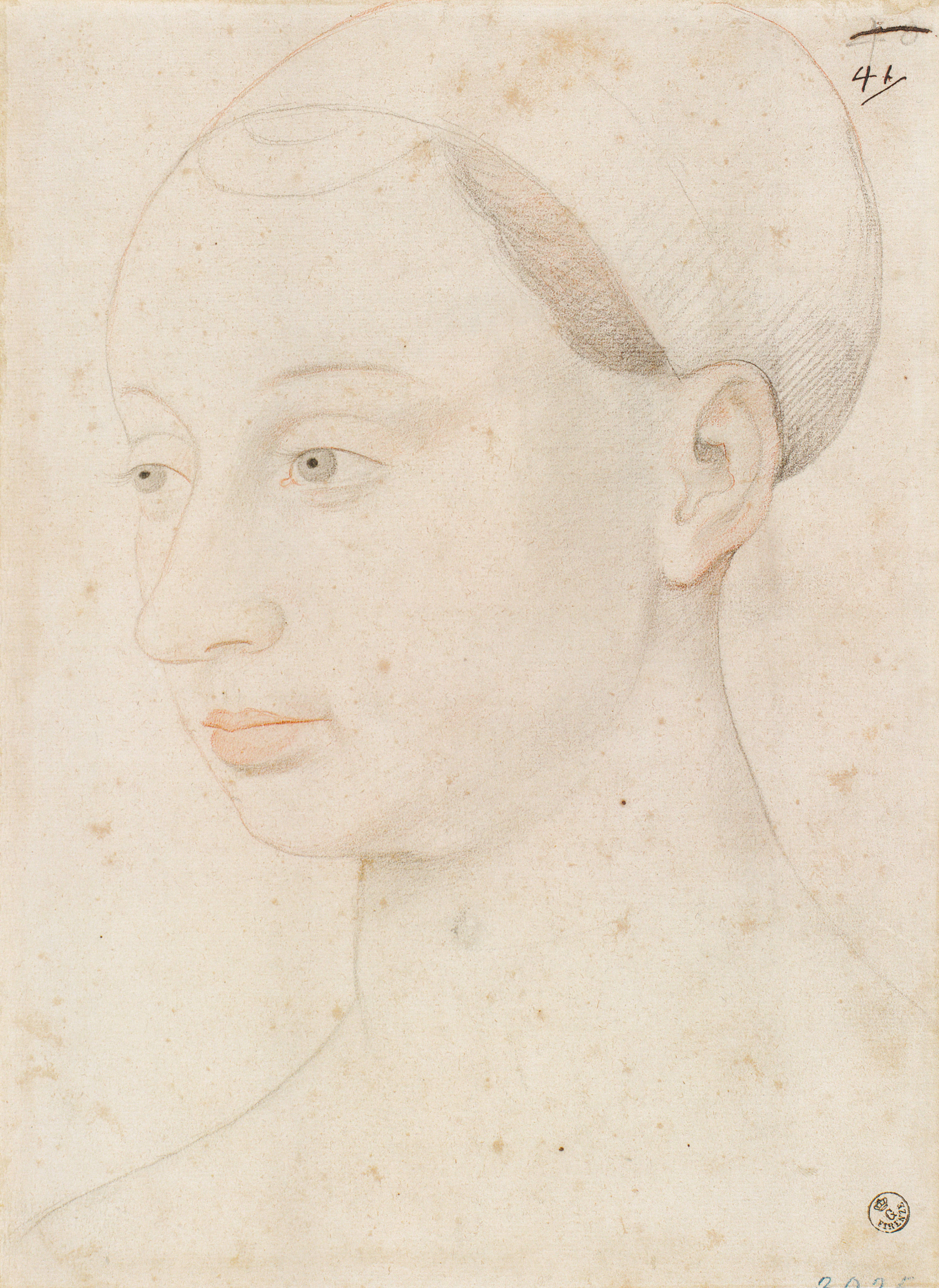
Retrato de Agnès Sorel por Jean Fouquet

Crente, ela peregrinava regularmente e fazia ofertas à Igreja. Ela deu três filhos ao seu amante real, os "bastardos de França", que ele legitimou:
- Maria de Valois que esposa, em 1458, Olivier de Coëtivy, Conde de Coëtivy e de Taillebourg;
- Carlota de Valois que se torna, em 1462, na esposa de Jacques de Brézé e que é assassinada por este uns anos mais tarde, quando ele a apanhou com o seu amante;
- Joana de Valois, nascida em Beauté-sur-Marne, casada por Luís XI a Antoine de Bueil, Conde de Sancerre.

Estes nascimentos fizeram os moralistas Thomas Basin e Jean Jouvenel des Ursins escrever que Agnès era responsável pelo acordar sensual de Carlos VII. Eles julgavam severamente a sua liberdade de costumes e acusaram-na de transformar o rei "casto" num rei devasso, dedicado apenas às suas amantes.
Pensa-se que Agnès Sorel dissera a Carlos VII que a reorganização das finanças reais passava pela reconquista da Guiana e da Normandia, ocupadas pelos Ingleses. A meio do Inverno, grávida de uma quarta criança, partiu em direcção a Rouen para se encontrar com o rei.

## Morte
Desde que fora instalada por Carlos na mansão da Vigne em Mesnil-sous-Jumièges perto de Rouen, ele foi subitamente afligida por um " fluxo de ventre" e morreu em poucas horas, mas não antes de recomendar a sua alma a Deus e à Virgem Maria. Teve ainda tempo de legar todos os seus bens à Colegiada de Loches para que missas sejam feitas para o repouso da sua alma, à abadia de Jumièges onde foi colocado o seu coração, e ainda a membros da sua família e ao rei a quem ela deixa as suas jóias. A primeira amante oficial de um rei de França morreu com 28 anos de idade no dia 9 de Fevereiro de 1450. O bebê morreu umas semanas mais tarde.
A sua morte foi tão súbita que houve logo suspeitas de envenenamento. Um dos acusados foi Jacques Cœur, que foi sem dúvida mais do que um amigo e quem ela designara como executor do testamento, mas ele foi lavado de todas as acusações. No século XXI, as suspeitas foram então apontadas ao delfim, o futuro Luís XI, inimigo do partido que ela apoiava.
Uma autópsia do seu cadáver revelou em 2004-2005 que um tubo no seu sistema digestivo estava infestado de ascaris, e que ela tinha absorvido mercúrio), como último recurso para se desembaraçar. Foi a ingestão deste metal que acelerou a sua morte. Contudo, as doses de mercúrio observadas são tais (cem mil vezes a dose terapêutica) que é difícil acreditar que tenha sido um erro médico. O envenenamento intencional é então uma hipótese que não se deve descartar. Talvez os culpados ideais sejam a sua prima alemã, Antoinette de Maignelais, que três meses mais tarde tomou o seu lugar na cama do rei, e o seu médico, Robert Poitevin, a quem tocava uma parte da herança.

## Sepultura

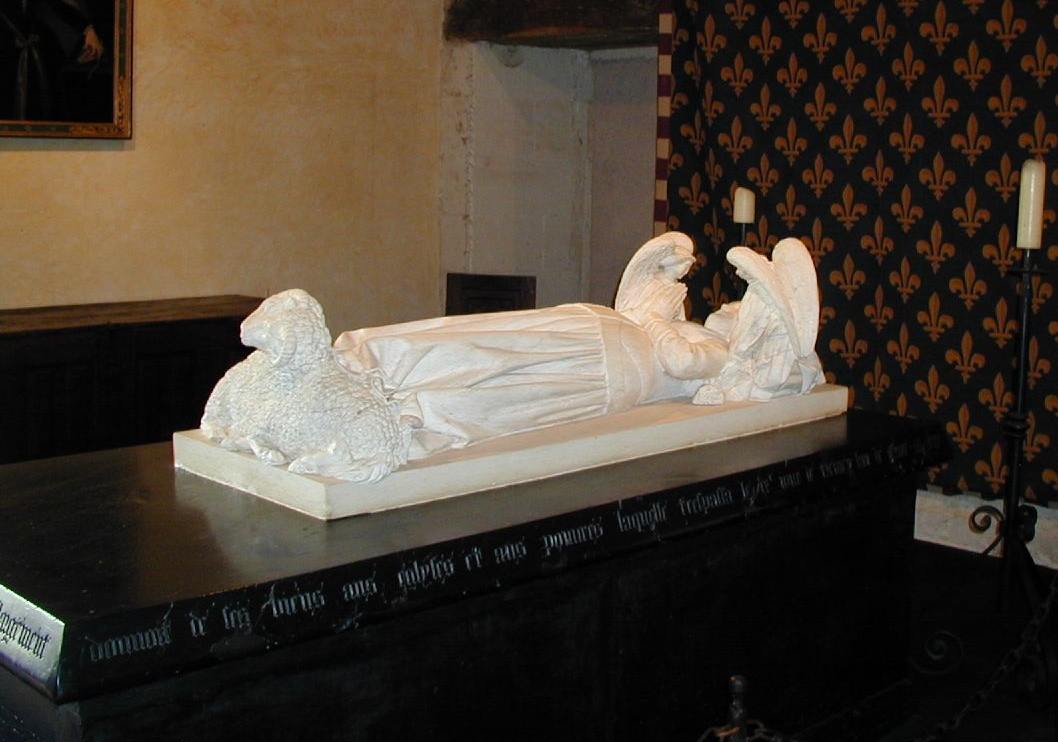
O túmulo de Agnès Sorel no castelo de Loches (antes de 2005)

Desolado, o rei ordena que dois magníficos túmulos de mármore sejam feitos, um em Jumièges em Seine-Maritime que contém o seu coração, e o outro em Loches, onde o seu corpo repousa.
O segundo dos túmulos estava no coração da Colegiada de Saint-Ours de Loches, mas foi deslocado em 1777 por ordem de  Luís XVI, que tinha sido persuadido que o túmulo obstruía os serviços religiosos.
Em 1794, depois do seu túmulo ter sido saqueado pelos "voluntários" de Indre, os sus restos foram metidos numa urna e postos no cemitério do capítulo. O prefeito Pomereul decidiu que isto fosse feito em vez de um túmulo na Casa real, e foi posta numa sala do castelo em 1970.

## Representações de Agnès Sorel
Agnès Sorel era loura e tinha a pele clara. Certos contemporâneos seus dizem que era a mais bela do mundo. Seguindo a moda da altura, usava decotados fundos que deixavam ver o seu peito.

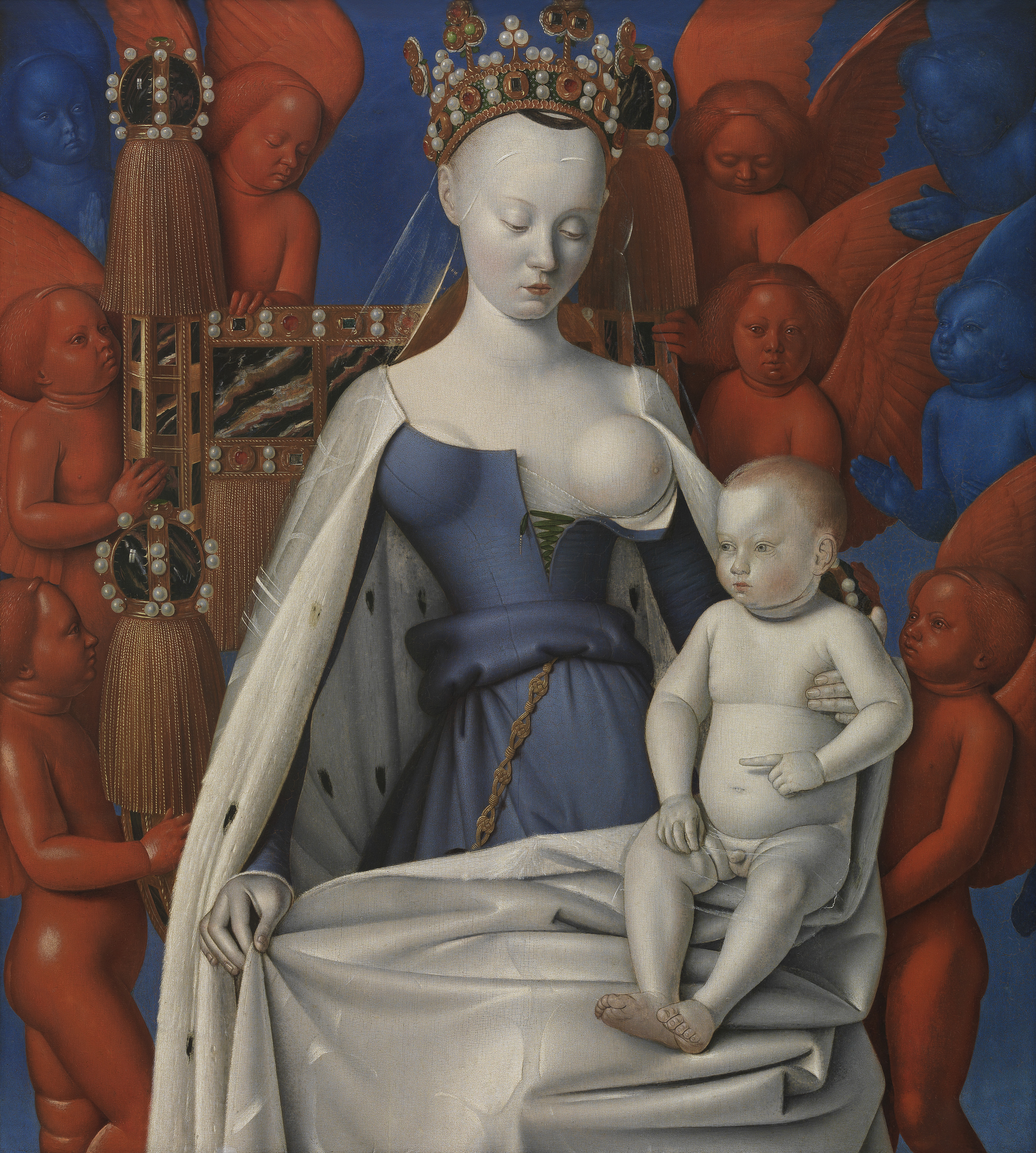
A Virgem representada com características de Agnès Sorel(parte direita do díptico de Melun)

As representações que restam de Agnès Sorel são:
- La vierge à l'enfant entourés d'anges de Jean Fouquet (parte direita do díptico de Melun, conservado outrora na Colegiada Notre-Dame de Melun) e agora no museu das belas-artes de Antuérpia (Bélgica).

Agnès Sorel é provavelmente a modelo desta Virgem Maria coroada, É representada com uma boca pequena, uma testa alta, e com um seio descoberto.
- a sua efígie: atribuída ao escultor Jacques Morel, a estátua foi restaurada em 1807. Neta ocasião, a cabeça e as mãos foram substituídas.

### Ligações internas
- Carlos VII de França
- Jacques Cœur
- Beauté-sur-Marne
- Jacques de Brézé
- Luís de Brézé
- Diana de Poitiers
- Maria de Anjou